# Central nuclear Bruce
La Central Nuclear Bruce, oficialment i en anglès Bruce Nuclear Generating Station és una central nuclear ubicada a la riba oriental del Llac Huron a Ontario, Canadà. Ocupa 932 ha de terreny. Pren el seu nom de Bruce Township,el municipi on la planta va ser construïda, ara oficialment Kincardine a causa d'amalgamació de municipis. És una de les centrals nuclears més grans del món. I l'empresa més gran de la zona, que dona feina a 4.000 empleats.